# Visselblåsaren – en läkares kamp
Visselblåsaren – en läkares kamp (originaltitel: Breathtaking) är ett brittisk sjukhusdrama vars första säsong hade premiär på ITV den 18 februari 2024. Serien består av tre avsnitt och har sänds på SVT 1 och SVT Play. Serien är baserad på Rachel Clarkes roman Breathtaking.

## Handling
Serien kretsar kring akutläkaren Abbey Henderson och hennes kollegor som under covid-19-pandemin tvingas fatta snabba, svåra beslut för att rädda liv.

## Rollista (i urval)
- Joanne Froggatt – Dr Abbey Henderson
- Bhav Joshi – Dr Ant Vyas
- Donna Banya – Emma Mutamba Irungu
- Joseph Charles – Archie Williams
- Stephanie Street – Dr Joanne Alba
- Thom Petty – Dr Neil Westland
- Naomi Denny – Chantelle Gregory